# Tasmanspökuggla
Tasmanspökuggla (Ninox leucopsis) är en fågel i familjen ugglor inom ordningen ugglefåglar.

## Utbredning och systematik
Fågeln förekommer enbart på Tasmanien. Den behandlades tidigare som underart till Ninox novaeseelandiae men urskiljs allt oftare som egen art.

## Status
Arten har ett stort utbredningsområde och beståndet anses vara stabilt. Internationella naturvårdsunionen IUCN listar den därför som livskraftig (LC).